# Dilworth
Dilworth és una població dels Estats Units a l'estat de Minnesota. Segons el cens del 2000 tenia 3.001 habitants.

## Demografia
Segons el cens del 2000, Dilworth tenia 3.001 habitants, 1.160 habitatges, i 787 famílies. La densitat de població era de 582,3 habitants per km².
Dels 1.160 habitatges en un 39,4% hi vivien nens de menys de 18 anys, en un 49,7% hi vivien parelles casades, en un 13,2% dones solteres, i en un 32,1% no eren unitats familiars. En el 27,1% dels habitatges hi vivien persones soles el 10% de les quals corresponia a persones de 65 anys o més que vivien soles. El nombre mitjà de persones vivint en cada habitatge era de 2,59 i el nombre mitjà de persones que vivien en cada família era de 3,17.
Per edats la població es repartia de la següent manera: un 31,9% tenia menys de 18 anys, un 8,5% entre 18 i 24, un 30% entre 25 i 44, un 19,2% de 45 a 60 i un 10,5% 65 anys o més.
L'edat mediana era de 33 anys. Per cada 100 dones de 18 o més anys hi havia 91,7 homes.
La renda mediana per habitatge era de 34.571 $ i la renda mediana per família de 42.887 $. Els homes tenien una renda mediana de 32.857 $ mentre que les dones 21.226 $. La renda per capita de la població era de 14.726 $. Entorn del 13,7% de les famílies i el 16,1% de la població estaven per davall del llindar de pobresa.

## Poblacions més properes
El següent diagrama mostra les poblacions més properes.